# Helen Haye
Ne doit pas être confondue avec l'actrice américaine Helen Hayes
Pour les articles homonymes, voir Haye.
Helen Haye est une actrice britannique, (née en Assam (alors en Inde britannique) le 28 août 1874 et morte à Londres (Angleterre) le 1er septembre 1957.

## Biographie
Au cinéma, Helen Haye apparaît de 1917 à 1958. Fait particulier, elle participe (comme Edmund Gwenn) à la version muette de The Skin Game (1921), puis à son remake parlant, réalisé en 1931  - sous le même titre - par Alfred Hitchcock (qu'elle retrouvera en 1939 dans Les 39 Marches).
Au théâtre, où elle est très active de 1906 à 1955, elle joue surtout en Angleterre, à Londres essentiellement (notamment dans des pièces de théâtre de William Shakespeare) mais aussi, à trois reprises, à Broadway (New York).

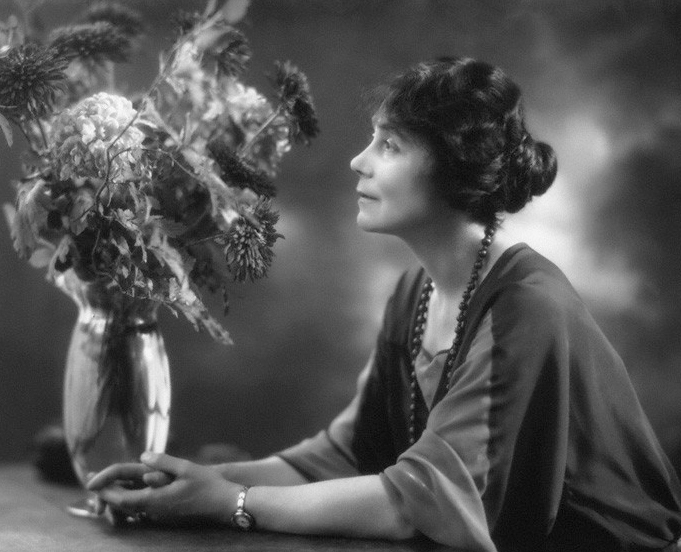
Helen Haye en 1922.

## Cinéma (filmographie complète)
- 1917 : Masks and Faces de Fred Paul
- 1918 : Not Negotiable de Walter Fest
- 1919 : His Last Defence de Geoffrey Wilmer
- 1920 : Bleak House de Maurice Elvey
- 1921 : The Skin Game de B.E. Doxat-Pratt
- 1921 : Tilly of Bloomsbury de Rex Wilson (en)
- 1929 : Atlantic d'Ewald André Dupont
- 1930 : Knowing Men d'Elinor Glyn
- 1930 : The Nipper de Louis Mercanton
- 1930 : Beyond the Cities de Carlyle Blackwell
- 1931 : The Officer's Mess (en) de H. Manning Haynes
- 1931 : Le congrès s'amuse (The Congress dances) ou (Der Kongress tanzt) d'Erik Charell (version anglaise)
- 1931 : The Skin Game d'Alfred Hitchcock
- 1931 : Brown Sugar de Leslie S. Hiscott
- 1932 : Monte Carlo Madness de Hanns Schwarz
- 1933 : It's a Boy de Tim Whelan
- 1933 : Her First Affair (en) d'Allan Dwan
- 1933 : This Week of Grace de Maurice Elvey
- 1934 : Money Mad de Frank Richardson
- 1934 : Crazy People de Leslie S. Hiscott
- 1935 : Drake of England d'Arthur B. Woods
- 1935 : The Dictator de Victor Saville
- 1935 : Les 39 marches (The 39 Steps) d'Alfred Hitchcock
- 1935 : The Tunnel (non créditée) de Maurice Elvey
- 1936 : The Interrupted Honeymoon de Leslie S. Hiscott
- 1936 : Wolf's Clothing d'Andrew Marton
- 1936 : Everybody Dance de Charles Reisner
- 1937 : La Baie du destin (Wings of the Morning) de Harold D. Schuster
- 1937 : The Girl in the Taxi d'André Berthomieu
- 1937 : Cotton Queen de Joe Rock et Bernard Vorhaus
- 1937 : Riding High de David MacDonald
- 1938 :  Vedettes du pavé (Sidewalks of London) de Tim Whelan
- 1939 : A Girl Must Live de Carol Reed
- 1939 : L'Espion noir (The Spy in Black) de Michael Powell
- 1940 : The Case of the Frightened Lady de George King
- 1941 : Kipps de Carol Reed
- 1943 : L'Homme en gris (The Man in Grey) de Leslie Arliss
- 1943 : Dear Octopus de Harold French
- 1944 : L'Homme fatal (Fanny by Gaslight) d'Anthony Asquith
- 1945 : La Madone aux deux visages (Madonna of the Seven Moons) d'Arthur Crabtree
- 1945 : A Place of One's Own de Bernard Knowles
- 1947 : Mrs. Fitzherbert de Montgomery Tully
- 1947 : Mon propre bourreau (Mine Own Executioner) d'Anthony Kimmins
- 1948 : Third Time Lucky de Gordon Parry
- 1948 : Anna Karénine (Anna Karenina) de Julien Duvivier
- 1949 : Guet-apens (Conspirator) de Victor Saville
- 1954 : Front Page Story de Gordon Parry
- 1954 : Chaussure à son pied (Hobson's Choice) de David Lean
- 1954 : Voyage en Birmanie (Lilacs in the Spring) de Herbert Wilcox
- 1955 : Richard III de Laurence Olivier
- 1956 : My Teenage Daughter de Herbert Wilcox
- 1957 : Au bord du volcan (Action of the Tiger) de Terence Young
- 1958 : The Gypsy and the Gentleman de Joseph Losey

## Théâtre
(pièces jouées en Angleterre, à Londres, sauf mention contraire)
- 1906-1907 : Le Songe d'une nuit d'été (A Midsummer Night's Dream) de William Shakespeare (à Southampton)
- 1906-1907 : Henry V de William Shakespeare, avec Frederick Worlock (à Bristol)
- 1909-1910 : La Nuit des rois ou Ce que vous voudrez (Twelfth Night ou What you will) de William Shakespeare, avec Reginald Owen
- 1910-1911 : Hedda Gabler d'Henrik Ibsen
- 1910-1911 : The Critic de Richard Brinsley Sheridan, avec Gerald du Maurier
- 1910-1911 : All that Matters de Charles McEvoy
- 1911-1912 : Kipps (Story of a Simple Soul) de H. G. Wells
- 1914-1915 : Marie Odile d'Edward G. Knoblauch
- 1917-1918 : Wild Heather de Dorothy Brandon
- 1920-1921 : Amour pour amour (Love for Love) de William Congreve
- 1920-1921 : The Race with the Shadow de Wilhelm Von Scholz
- 1923-1924 : The Fake de Frederick Lonsdale, avec Una O'Connor, John Williams
- 1926 : John Gabriel Borkman d'Henrik Ibsen (à Broadway)
- 1926-1927 : Merely Molly de J. Hastings Turner
- 1927-1928 : Baby Cyclone de George M. Cohan
- 1928-1929 : After All de John Van Druten, avec Una O'Connor
- 1931 : Le Sexe faible (The Sex Fable) d'Édouard Bourdet, adaptée par Jane Hinton (à Broadway)
- 1931 : After All de John Van Druten, avec Humphrey Bogart, Walter Kingsford (à Broadway)
- 1935-1936 : L'École de la médisance (The School for Scandal) de Richard Brinsley Sheridan
- 1935-1937 : Richard III de William Shakespeare, avec Leo Genn
- 1936-1937 : Night Sky de L. Du Garde Peach, avec Bernard Lee
- 1936-1937 : O Mistress Mine de Ben Travers, avec Pierre Fresnay, Yvonne Printemps
- 1938-1939 : Juggernaut de E.P. Hare, avec Leo Genn
- 1939-1940 : Dear Octopus de Dodie Smith (à Bristol)
- 1945-1946 : Mort sur le Nil (Murder on the Nile) d'Agatha Christie
- 1951-1952 : Le Voyageur sans bagage (The Traveller without Luggage) de Jean Anouilh, adaptée par Lewis Galantiere, avec John Neville (à Bristol)
- 1954-1955 : The Lovers de Robin King, avec Eva Bartok, Kynaston Reeves, Peter Vaughan, Sam Wanamaker (ce dernier également metteur en scène) (à Bristol)